# Erik Dekker

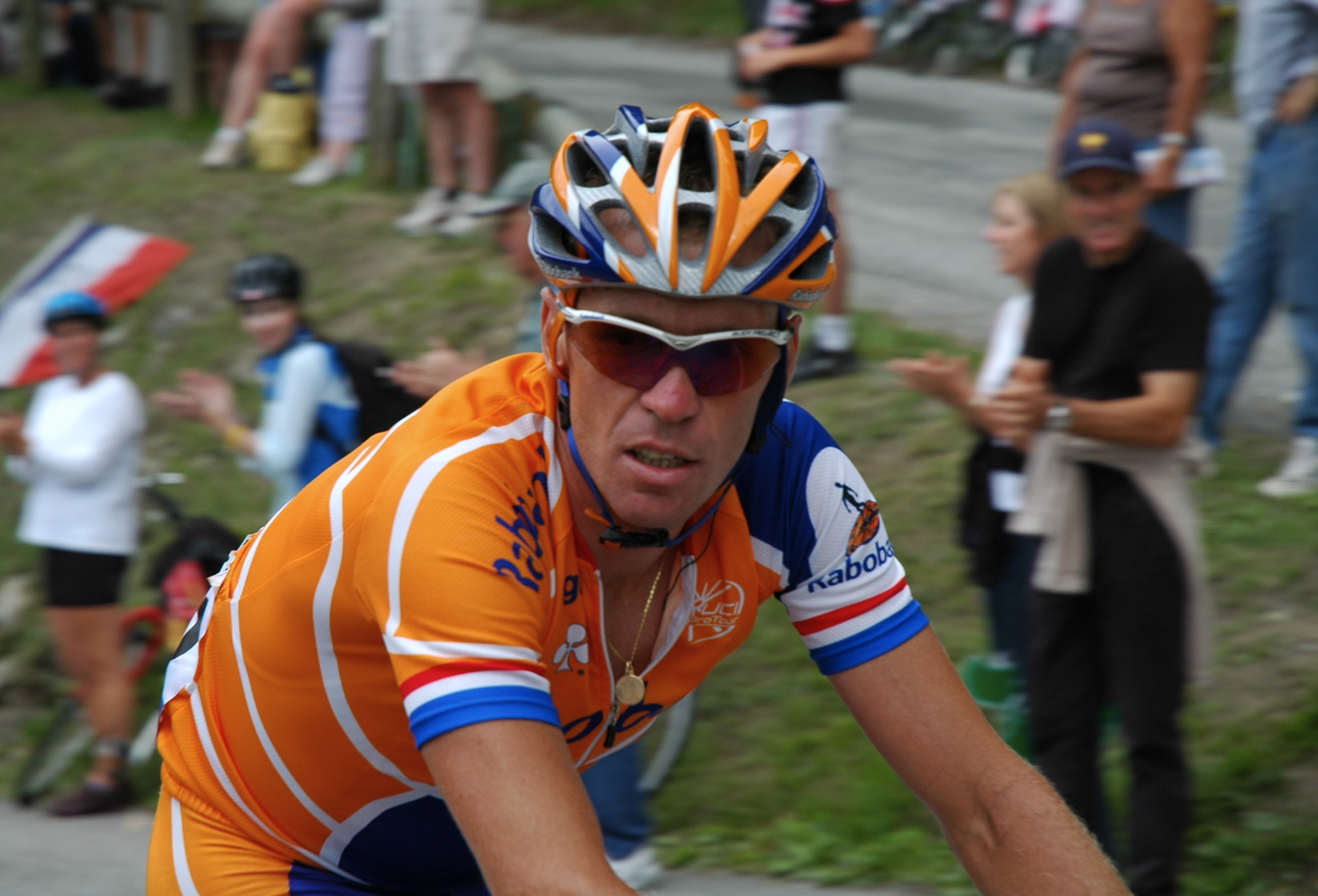
Erik Dekker.

Erik Dekker es un ciclista neerlandés nacido el 21 de agosto de 1970 en Hoogeveen. Fue profesional desde 1992 y miembro del equipo Rabobank desde 1996. Se retiró del ciclismo en activo al finalizar la temporada 2006.

## Palmarés
| 1990 - 1 etapa de la Semana Lombarda 1991 - 1 etapa del Tour de Olympia 1992 - 2 etapas de la Vuelta a Austria - 1 etapa del Gran Premio Guillermo Tell - 2 etapas del Tour del Porvenir - 2.º en los Juegos Olímpicos en Ruta 1994 - Vuelta a Suecia, más 2 etapas - 1 etapa de la Vuelta al País Vasco 1995 - Vuelta a Colonia - Vuelta a Suecia, más 2 etapas - Grand Prix Jef Scherens 1996 - Campeonato de los Países Bajos Contrarreloj - 1 etapa del Regio-Tour - 3.º en el Campeonato de los Países Bajos en Ruta 1997 - Vuelta a los Países Bajos, más 1 etapa - 2.º en el Campeonato de los Países Bajos Contrarreloj 1999 - G. P. Eddy Merckx (haciendo pareja con Marc Wauters) - 2 etapas de la Vuelta a Renania-Palatinado - 2.º en el Campeonato de los Países Bajos Contrarreloj 2000 - Campeonato de los Países Bajos Contrarreloj - 3.º en el Campeonato de los Países Bajos en Ruta - 3 etapas del Tour de Francia, más Premio de la Combatividad - Clásica de San Sebastián - Vuelta a los Países Bajos, más 1 etapa - 2 etapas de la Vuelta a Suecia | 2001 - Amstel Gold Race - G. P. Eddy Merckx (haciendo pareja con Marc Wauters) - Vuelta a Andalucía - 1 etapa del Tour de Francia - Tour de Rhénanie-Palatinat, más 1 etapa - Dos días de Éperons d'or, más 1 etapa - 1 etapa de la Vuelta a los Países Bajos - Copa del Mundo - 2.º del Ranking UCI 2002 - 1 trofeo de la Challenge Vuelta a Mallorca (Trofeo Magalluf) - Dos días de Éperons d'or, más 1 etapa - 1 etapa de la Vuelta a Andalucía - Tirreno-Adriático, más 1 etapa - Campeonato de los Países Bajos Contrarreloj - Acht van Chaam 2004 - Campeonato de los Países Bajos en Ruta - Vuelta a los Países Bajos, más 1 etapa - Profronde van Drenthe - París-Tours - Tour de Frise (ex-aequo con otros 21 corredores) 2005 - 2.º en el Campeonato de los Países Bajos Contrarreloj 2006 - 1 etapa del Critérium Internacional - 1 etapa de la Ster Elektrotoer - 2.º en el Campeonato de los Países Bajos Contrarreloj |

## Resultados

### Clásicas, Campeonatos y JJ. OO.
| Carrera                | Carrera                | 1992 | 1993  | 1994 | 1995 | 1996 | 1997 | 1998 | 1999 | 2000 | 2001 | 2002 | 2003 | 2004 | 2005 | 2006 |
| ---------------------- | ---------------------- | ---- | ----- | ---- | ---- | ---- | ---- | ---- | ---- | ---- | ---- | ---- | ---- | ---- | ---- | ---- |
| Omloop Het Nieuwsblad  | Omloop Het Nieuwsblad  | —    | —     | —    | —    | —    | 40.º | —    | Ab.  | Ab.  | —    | —    | —    | —    | —    | —    |
| Kuurne-Bruselas-Kuurne | Kuurne-Bruselas-Kuurne | —    | —     | —    | —    | —    | —    | —    | 35.º | —    | —    | —    | —    | —    | —    | —    |
|                        | Milan San Remo         | —    | —     | —    | —    | 35.º | —    | —    | 54.º | —    | 21.º | Ab.  | —    | 11.º | 51.º | 72.º |
| A través de Flandes    | A través de Flandes    | —    | 39.º  | —    | —    | —    | 32.º | Ab.  | —    | —    | —    | —    | —    | —    | —    | —    |
| E3 Harelbeke           | E3 Harelbeke           | —    | —     | —    | —    | —    | 13.º | —    | 50.º | Ab.  | —    | —    | —    | —    | 7.º  | —    |
| Gante-Wevelgem         | Gante-Wevelgem         | —    | —     | —    | —    | —    | 68.º | —    | 11.º | —    | —    | —    | —    | —    | —    | 38.º |
|                        | Tour de Flandes        | —    | —     | —    | —    | —    | 35.º | —    | —    | —    | 2.º  | —    | —    | 5.º  | 24.º | 22.º |
| Scheldeprijs           | Scheldeprijs           | —    | —     | —    | —    | 71.º | 36.º | —    | 36.º | —    | —    | —    | —    | —    | —    | —    |
|                        | París-Roubaix          | —    | —     | —    | —    | —    | 45.º | —    | Ab.  | —    | —    | —    | —    | —    | —    | —    |
| Amstel Gold Race       | Amstel Gold Race       | —    | 26.º  | —    | —    | —    | 23.º | —    | 11.º | —    | 1.º  | —    | Ab.  | 7.º  | 32.º | Ab.  |
| Flecha Valona          | Flecha Valona          | —    | 31.º  | 23.º | 59.º | —    | —    | —    | —    | —    | 65.º | —    | —    | 26.º | 24.º | 49.º |
|                        | Lieja-Bastoña-Lieja    | —    | 26.º  | 76.º | —    | —    | —    | —    | —    | —    | 8.º  | —    | —    | 5.º  | 32.º | 56.º |
| Cyclassics Hamburg     | Cyclassics Hamburg     | —    | —     | —    | —    | —    | —    | —    | 7.º  | 40.º | 3.º  | 76.º | —    | 11.º | —    | —    |
| Clásica San Sebastián  | Clásica San Sebastián  | —    | 169.º | —    | 43.º | —    | 18.º | 62.º | 7.º  | 1.º  | 9.º  | —    | —    | 19.º | —    | —    |
| París-Tours            | París-Tours            | 11.º | 65.º  | 79.º | 49.º | —    | —    | —    | 17.º | —    | 13.º | —    | 63.º | 1.º  | —    | —    |
|                        | Giro de Lombardía      | 32.º | 32.º  | 26.º | 54.º | —    | —    | —    | —    | —    | 13.º | —    | —    | 12.º | —    | —    |
| JJ. OO. (Ruta)         | JJ. OO. (Ruta)         | 2.º  | X     | X    | X    | 38.º | X    | X    | X    | Ab.  | X    | X    | X    | 41.º | X    | X    |
| JJ. OO. (CRI)          | JJ. OO. (CRI)          | —    | X     | X    | X    | 11.º | X    | X    | X    | 29.º | X    | X    | X    | —    | X    | X    |
| Mundial en Ruta        | Mundial en Ruta        | —    | Ab.   | 24.º | Ab.  | Ab.  | —    | —    | Ab.  | —    | 4.º  | —    | Ab.  | Ab.  | —    | —    |
| Mundial en CRI         | Mundial en CRI         | —    | —     | —    | —    | 21.º | —    | 10.º | 8.º  | —    | —    | —    | —    | —    | —    | —    |
| Bélgica en Ruta        | Bélgica en Ruta        | —    | —     | —    | —    | 3.º  | —    | —    | —    | 3.º  | —    | —    | —    | 1.º  | —    | —    |
| Bélgica Contrarreloj   | Bélgica Contrarreloj   | —    | —     | —    | 6.º  | 1.º  | 2.º  | —    | 2.º  | 1.º  | —    | 1.º  | —    | —    | 2.º  | 2.º  |

## Reconocimientos
- 3.º en la Bicicleta de Oro (2001)

- Datos: Q453833
- Multimedia: Erik Dekker / Q453833